# Company Bay
Company Bay  est une banlieue semi-résidentielle de la cité de Dunedin, située dans le sud de l’île du Sud de la Nouvelle-Zélande.

## Situation
Elle est localisée sur la Péninsule d'Otago entre la ville côtière de Macandrew Bay et celle de Broad bay
La banlieue de Company Bay s’étend vers le nord-est à partir de celle de Macandrew Bay, selon une indentation le long d’Otago Harbour. 
La banlieue englobe la baie et la zone environnante, à partir du secteur de  "Mission Cove" , s’étendant dans les collines et vers la pointe couverte d’herbe. 
Company Bay est à 20 minutes de voiture du centre de la cité de Dunedin.

## Accès
Les accès à la banlieue environnante et au centre de la cité se fait par ‘Portobello Road’, qui longe l’angle du mouillage d’Otago Harbour. 
Une route plus petite et sinueuse grimpe de la baie, reliant la route de la crête de la péninsule nommée ‘Highcliff Road’, passant tout près du château de Larnach (en) au niveau de la banlieue de Pukehiki.

## Population
Le recensement de 2013 en Nouvelle-Zélande montre que le village de Company Bay avait une population de 336 habitants .
Les revenus moyens individuels était de 35,500 $ et les rentrées moyennes totales par foyers était de 83,300 $.
Le recensement de 2006 listait Company Bay comme la dixième moins défavorisée des banlieues de Dunedin.